# Адама Сити
«Адама Сити» (англ. Adama City) — футбольный клуб из города Назрет, Эфиопия. Выступает в Премьер-лиге Эфиопии. Основан в 1993 году. Домашние матчи проводит на стадионе «Адама», вмещающем 4000 зрителей. В сезоне 2017-18 в течение некоторого времени лидировал в турнирной таблице, но завершил сезон на пятом месте.
4 августа 2018 года клуб нанял Сисай Абрахам в качестве менеджера и Давита Тадесса в качестве помощника тренера.